# 沃恩·彼夏
沃恩·弗雷德里克·彼夏（英語：Vaughn Frederick Bishop，1946年—2023年3月），曾任美國情報官員、前中央情報局副局長，在2018年8月1日至2021年1月20日期間由唐納德·特朗普總統任命。他於1981年首次加入中央情報局，並於2011年退休。四年後，他回到中央情報局，期間擔任中央情報局分析客觀性監察員，積極參與該機構的現代化努力。
2023年3月27日，中央情報局局長威廉·約瑟夫·伯恩斯在聲明中對前副局長沃恩·彼夏的去世表示哀悼。伯恩斯表示：「中央情報局對沃恩·彼夏的離世深感痛惜。在他卓越而傳奇的職業生涯中，沃恩展現了作為中央情報局官員的真諦。他對中央情報局的關心，尤其是對其中工作的男女員工的深刻了解，為我們的機構帶來了不可替代的價值。他激勵了無數軍官，以其一貫平易近人的舉止、出色的幽默感，以及願意傾聽和向他人學習的態度而聞名——不論是最低層的軍官還是最高層的領袖。我們的機構和國家因此失去了一位真正的愛國者。我們將深感惋惜，並永遠懷念他。」

## 教育
1968年，彼夏取得西北大學政治學學士學位，接著於1970年完成碩士學位，最終於1974年獲得政治學和非洲研究的博士學位。在加入中央情報局之前，彼夏曾在喬治亞州亞特蘭大的埃默里大學擔任政治學助理教授。

## 職業生涯
彼夏於1981年加入中央情報局。在20世紀90年代初，他領導了中央情報局在索馬利亞的特別工作組。從1996年至1999年，他擔任站長，專注於建立反恐怖主義的重要夥伴關係。在1999年至2001年期間，他擔任中央情報局駐印太司令部代表，並領導了該機構在亞洲、拉丁美洲和非洲的分析工作。從2006年到2009年，他負責與一個主要盟友建立關鍵的分析合作關係。彼夏隨後被任命為非洲國家情報官員。在2010年，他晉升為國家情報委員會副主席。2011年從中央情報局退休。

## 個人生活
彼夏已婚，育有兩個孩子，並且他也是一位祖父。